# Matti Vanhanen
Matti Taneli Vanhanen, né le 4 novembre 1955 à Jyväskylä, est un homme d'État finlandais, membre du Parti du centre (Kesk).
Président des Jeunes centristes au début des années 1980, il exerce ensuite le métier de journaliste local. En 1991, il est élu député au Parlement. Il y sera notamment vice-président du groupe parlementaire Kesk et président de la grande commission.
Après les élections législatives de 2003, il devient ministre de la Défense dans le gouvernement de coalition de la centriste Anneli Jäätteenmäki. À peine deux mois plus tard, il prend sa suite en tant que Premier ministre de Finlande et gouverne alors avec l'appui des sociaux-démocrates et du parti des suédophones.
Il échoue au cours de l'élection présidentielle de 2006, se classant troisième du premier tour. À l'occasion des élections législatives de 2007, le Kesk reste de justesse le premier parti du pays. Il établit une coalition avec les conservateurs, les écologistes, le parti suédophone et entame son second mandat.
Après une série de scandales financiers, il annonce son retrait à la fin 2009. Il est remplacé six mois plus tard par Mari Kiviniemi. Ayant quitté la vie politique, il y revient en 2015 en se faisant réélire député, après quoi il prend la présidence du groupe parlementaire Kesk.
En 2016, il est investi candidat à l'élection présidentielle de 2018 par son parti. Il rassemble 4,09 % des voix et termine cinquième. En 2019, quelques semaines après les élections législatives, il est élu président du Parlement. Il devient l'année suivante ministre des Finances avant de retrouver la présidence du Parlement quelques mois plus tard.

## Biographie

### Formation et carrière
Il achève ses études secondaires en 1975, et intègre par la suite l'université d'Helsinki, où il obtient en 1989 une maîtrise de sciences sociales. Il commence à travailler en 1985, comme journaliste au journal local Kehäsanomat, dont il sera même rédacteur en chef de 1988 à 1991.

### Vie privée
Né à Jyväskylä, il est le fils de Tatu Vanhanen, un universitaire qui a avancé en 2002 une théorie selon laquelle la pauvreté serait liée à l'intelligence moyenne d'une population, et d'Anni Tiihonen. Il a épousé Merja Vanhanen en 1985, et a eu avec elle deux enfants : Annastiina, née en 1991, et Juhana, arrivée trois ans plus tard. Le couple a divorcé en 2005, et lui-même vit désormais à Nurmijärvi.
À la suite de son divorce, il a entamé une relation avec Susan Kuronen, de quinze ans sa cadette et rencontrée sur Internet. Ils se sont séparés au bout d'un an, et celle-ci a écrit en 2007 un livre, La fiancée du Premier ministre, contre lequel il a intenté en recours pour violation de sa vie privée, un argument rejeté par la justice en 2008. Il a toutefois fait appel de cette décision. Il a par la suite entretenu une liaison avec Sirkka Mertala.

## Activité politique

### Au sein du Parti du centre
Après avoir été président de la Ligue des jeunes centristes de 1980 à 1983, et donc membre de droit du comité exécutif du Parti du centre (Kesk), il est choisi en 2000 comme vice-président de la formation. En 2003, il en prend la présidence en remplacement d'Anneli Jäätteenmäki.
Il ne s'est pas représenté lors du congrès de juin 2010, qui a vu Mari Kiviniemi, ministre de l'Administration publique, lui succéder à la tête du parti.
Au sein du Kesk, il est vu comme membre de l'aile libérale du parti.

### Parcours institutionnel
Sa carrière politique commence au niveau local, lors de son élection au conseil municipal d'Espoo en 1981, où il siège trois ans. Il entre en 1983 au conseil de l'aire métropolitaine d'Helsinki en 1983 pour le quitter aussi en 1984. Devenu membre du conseil municipal de Nurmijärvi en 1989, il se fait élire député de la circonscription d'Uusimaa à l'Eduskunta en 1991.
Au sein de l'Eduskunta, le Parlement finlandais, il a notamment été vice-président de la commission de l'Environnement durant tout son premier mandat de quatre ans, ainsi que vice-président du groupe parlementaire du Parti du centre entre 1994 et 2001 et président de la grande commission de 2000 à 2001. Également spécialiste des questions liées à l'Union européenne, il a représenté l'Eduskunta à la Convention sur l'avenir de l'Europe de 2002 à 2003, dont il a critiqué le président, Valéry Giscard d'Estaing, en le jugeant « autoritaire ». À cet égard, il doit être regardé, selon sa propre définition, comme un « européen pragmatique », s'étant déclaré plutôt sceptique au regard de la coopération européenne.
Il en démissionne à la suite de sa nomination comme ministre de la Défense le 17 avril 2003 dans la coalition gouvernementale dirigée par Anneli Jäätteenmäki.

### Premier ministre (2003-2010)
Le 24 juin 2003, à la suite de la démission de Jäätteenmäki, compromise dans un scandale politique, Matti Vanhanen est élu Premier ministre à la tête d'une alliance rassemblant le Kesk, le Parti social-démocrate (SDP) et le Parti populaire suédois (SFP), qui compte 116 députés sur 200. Son premier mandat est notamment marqué par une réduction de la fiscalité : le taux maximum de l'impôt sur le revenu est ainsi progressivement passé de 35,5 % à 32,5 %, l'impôt sur les sociétés a réduit à 26 %, et l'impôt sur le capital a baissé d'un point, de 29 % à 28 %.
Candidat à l'élection présidentielle de 2006, il se classe troisième du premier tour avec 18,6 % des voix et appelle alors à voter pour Sauli Niinistö, candidat de l'opposition conservatrice arrivé deuxième avec 24,1 %, plutôt que pour la présidente sociale-démocrate sortante Tarja Halonen, en tête avec 46,3 % des suffrages. Ce soutien a été perçu comme un signe de tension au sein de la coalition au pouvoir et n'a pas empêché la réélection de la présidente Halonen avec 51,8 % des voix.
En 2007, il remporte de justesse les élections législatives mais change de partenaire de coalition, s'associant avec le Parti de la coalition nationale (Kok), la Ligue verte (Vihr) et toujours le SFP. Cette nouvelle alliance compte 125 sièges sur 200 à l'Eduskunta. Son second mandat est marqué par des soupçons de corruption et de trafic d'influence concernant le financement du Kesk lors de la campagne des législatives et celui de sa campagne présidentielle.

### Retrait de la vie politique
Il annonce en décembre 2009 qu'il démissionnera en juin suivant, après le congrès de son parti, du fait de ces scandales, même s'il invoque officiellement une intervention chirurgicale à la jambe. Il remet sa démission à la présidente Tarja Halonen, qui le charge alors de la gestion des affaires courantes, le 18 juin 2010, et cède officiellement sa place à Mari Kiviniemi le 22 juin. Il démissionne de l'Eduskunta le 19 septembre 2010 et devient le lendemain directeur général de l'association des Entreprises familiales finlandaises.

### Retour en politique
Réélu député au cours des élections législatives du 19 avril 2015, il devient au mois de juin le nouveau président du groupe parlementaire du Parti du centre en remplacement du nouveau ministre de l'Agriculture Kimmo Tiilikainen. Il annonce sa démission le 17 mars 2016, expliquant à la surprise générale vouloir concourir à l'élection présidentielle de 2018,. Personne n'ayant déclaré sa candidature à la date limite du 11 mai, Vanhanen sera le seul candidat au congrès qui choisira le candidat présidentiel pour le Parti du centre au mois de juillet suivant.
Réélu député dans les élections législatives de 2019, il est investi à la présidence du Parlement en juin 2019 avant de devenir ministre des Finances en juin 2020, à la suite de la démission de Katri Kulmuni. Il quitte cette fonction le 27 mai 2021 et redevient président du parlement jusqu'aux élections législatives de 2023.